# Bradissismo
Bradissismo (do grego: bradÿs, lento + seismós, sismo) é a designação dada aos movimentos lentos de deformação da crusta da Terra, de tipo epirogénico, que em geral se traduzem pela subida ou descida da superfície do terreno, traduzindo-se por variações sensíveis da altitude das áreas afectadas. Os bradissismos são na sua maioria manifestações secundárias do vulcanismo, sendo em geral acompanhados por frequentes microssismos, embora nalguns casos por sismos destrutivos.